# Jim Carrey

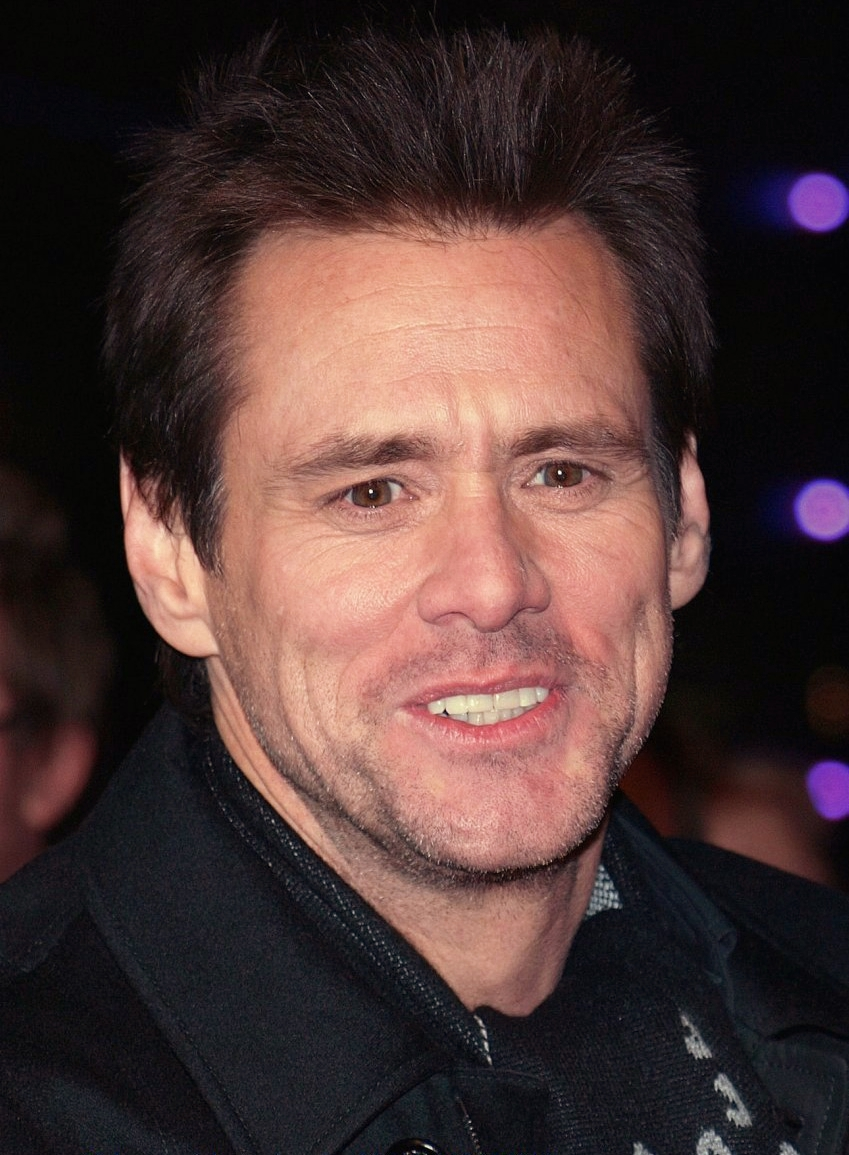
Jim Carrey (2008)

James Eugene „Jim“ Carrey (* 17. Januar 1962 in Newmarket, Ontario) ist ein kanadisch-US-amerikanischer Komiker, Filmschauspieler und Maler. Seit der Filmkomödie Ace Ventura – Ein tierischer Detektiv von 1994 ist Carrey einer der erfolgreichsten Comedians in Hollywood. Für seine schauspielerischen Leistungen in Die Truman-Show (1998) und Der Mondmann (1999) gewann er jeweils einen Golden Globe Award.

## Karriere
Jim Carrey wurde als jüngstes Kind von Percy und Kathleen Carrey geboren und hat drei ältere Geschwister. Sein Vater war frankokanadischer Herkunft (der Familienname lautete ursprünglich Carré), während seine Mutter aus einer Familie mit schottischen und irischen Wurzeln stammte. Die Familie war römisch-katholischer Konfession und lebte während Carreys Kindheit in verschiedenen Vororten und Stadtteilen von Toronto.
Bereits in der Schule galt Carrey, dessen Vorbild Jerry Lewis ist, als Klassenclown und brachte seine Mitschüler mit regelmäßigen Auftritten zum Lachen. Bereits 1969 war er erstmals in der Sesamstraße im Fernsehen zu sehen, im Alter von zehn Jahren bewarb er sich bei der Carol-Burnett-Show. Erste kleine Erfolge konnte Carrey bereits im Teenager-Alter mit Auftritten als Stand-up-Komiker auf den Bühnen verschiedener Comedy-Clubs in Toronto verbuchen. Während dieser Zeit geriet Carreys Familie in wirtschaftliche Schwierigkeiten, als sein Vater seine Arbeit verlor. Infolgedessen wurde die Familie obdachlos und war längere Zeit gezwungen, notgedrungen in einem Wohnmobil zu leben. Zeitweise musste Carrey sich mit seinem Bruder gemeinsam ein Zelt teilen. Um die Familie finanziell zu unterstützen, nahmen die Söhne Jobs als Hausmeister und Sicherheitsmänner an, in denen sie oftmals viele Überstunden machen mussten. 1978 sah sich Carrey aufgrund der finanziellen Probleme gezwungen, seine Schulausbildung abzubrechen. Anschließend zog er nach Los Angeles, wo er hoffte, aufgrund seiner komödiantischen Vorerfahrung als Schauspieler Fuß fassen zu können. Er hatte Glück und schon kurz darauf wurde er ein festes Ensemble-Mitglied in Mitzi Shore’s Comedy Store. Außerdem übernahm er auch erste, kleinere Nebenrollen in diversen Filmproduktionen.
Seinen Durchbruch als Komiker hatte Carrey 1982, als er bei einer Tournee des Entertainers Rodney Dangerfield im Vorprogramm auftrat. Im gleichen Jahr bekam er seine eigene TV-Show The Duck Factory. 1985 gab er in Einmal beißen bitte sein Leinwanddebüt und wirkte 1986 in Francis Ford Coppolas Peggy Sue hat geheiratet mit. 1987 spielte Carrey seine erste Hauptrolle als sexhungriger Außerirdischer in der Komödie Zebo, der Dritte aus der Sternenmitte, die 1989 in die Kinos kam. In dem Thriller Das Todesspiel verkörpert Jim Carrey an der Seite von Clint Eastwood in einer kleinen Nebenrolle einen drogenabhängigen Rocksänger, der den Guns-n’-Roses-Song Welcome to the Jungle singt. Ab 1990 war er in der Sitcom In Living Color zu sehen.
Weltweit bekannt wurde Carrey 1994 durch die Titelrolle in der Slapstick-Komödie Ace Ventura – Ein tierischer Detektiv. Der Film fiel bei den Kritikern durch und brachte Carrey eine Nominierung für die Goldene Himbeere als schlechtester Neu-Star ein, kam beim Publikum jedoch gut an und spielte mehr als 72 Millionen Dollar ein. Carrey wurde nach diesem Erfolg noch im gleichen Jahr in zwei weiteren Hauptrollen besetzt: Sowohl Die Maske als auch Dumm und Dümmer wurden zu Erfolgen, ebenso die Fortsetzung Ace Ventura – Jetzt wird’s wild im Folgejahr. Die drei Filme spielten in den Vereinigten Staaten jeweils über 100 Millionen Dollar ein und bescherten Carrey zahlreiche Auszeichnungen (unter anderem Komödienstar des Jahres 1995, People’s Choice Award), was ihm den Ruf eines „neuen Jerry Lewis“ einbrachte. Carreys ausgeprägte Gestik und Mimik sowie seine Stimmenimitationen wurden zu seinen Markenzeichen.
In der erfolgreichen Comic-Verfilmung Batman Forever wirkte Carrey in der Rolle des Schurken Riddler mit. Er konnte nun höhere Gagen als bisher fordern. 1996 erhielt er für Cable Guy 20 Millionen Dollar, allerdings blieb der Film finanziell hinter den Erwartungen zurück. 1997 verbuchte Carrey wieder einen großen Erfolg mit Der Dummschwätzer, welcher über 300 Millionen Dollar einspielte und ihm eine Nominierung für den Golden Globe als bester Komödiant einbrachte.
In Peter Weirs Drama Die Truman Show spielte Carrey seine erste tragikomische Rolle. Der Film handelt von einem Mann, der seit seiner Geburt ohne sein Wissen die Hauptrolle in einer Fernsehserie spielt. Dieser Film war nicht nur an den Kinokassen erfolgreich, sondern brachte Carrey auch Kritikerlob ein. Auch in seinem nächsten Projekt Der Mondmann zeigte er sich 1999 von seiner ernsthaften Seite und stellte Andy Kaufman dar, einen in den USA sowohl verehrten als auch umstrittenen Komiker. Für Die Truman Show und Der Mondmann wurde Carrey jeweils mit dem Golden Globe für die beste Darstellung in einem Drama beziehungsweise einer Komödie ausgezeichnet, womit er sich als ernstzunehmender Schauspieler etabliert hatte.
Carrey spielte ab dem Jahr 2000 in mehreren finanziell erfolgreichen Slapstick-Komödien wie Ich, beide & sie (2000), Der Grinch (2000), Bruce Allmächtig (2003), Lemony Snicket – Rätselhafte Ereignisse (2004) und Dick und Jane (2005) die Hauptrolle. Daneben wirkte er aber auch in Filmen wie The Majestic (2001), Vergiss mein nicht! (2004) und Number 23 (2007) mit, die von seiner gängigen Rollenbesetzung abwichen. Vergiss mein nicht! wurde von den Kritikern gelobt und gewann den Europäischen Filmpreis als bester nicht-europäischer Film sowie den Oscar für das beste Drehbuch. Ursprünglich war er auch für die Rolle des Captain Jack Sparrow in der Pirates of the Caribbean-Reihe vorgesehen, welche letztlich aber an Johnny Depp vergeben wurde.
2008 lieh Jim Carrey der Titelfigur im Animationsfilm Horton hört ein Hu! seine Stimme und spielte die Hauptrolle in Der Ja-Sager.
Ende des Jahres 2009 kam eine Neuinterpretation des Klassikers Eine Weihnachtsgeschichte durch Regisseur Robert Zemeckis, Disneys Eine Weihnachtsgeschichte, in die Kinos. Bei diesem Film lieh Carrey seine Stimme dem mürrischen Scrooge und zweien der drei Weihnachtsgeister.
Im Jahr 2011 spielte Carrey gemeinsam mit sechs Eselspinguinen die Hauptrolle in Mr. Poppers Pinguine. Im November 2014 erschien Dumm und Dümmehr, die Fortsetzung von Dumm und Dümmer. Ab Oktober 2020 spielte Carrey Joe Biden, den damaligen amerikanischen Präsidenten, in Saturday Night Live. In den Jahren 2020 und 2022 wirkte Carrey als Dr. Ivo Robotnik in den Videospieladaptionen Sonic the Hedgehog und Sonic the Hedgehog 2 mit. Im April 2022 verkündete Carrey seinen Rückzug aus dem Filmgeschäft, sofern er keine wirklich guten Rollenangebote mehr erhalten sollte. 2024 spielte er in Sonic the Hedgehog 3 mit.
Auf George Martins 1998 erschienenem Beatles-Tributealbum In My Life sang er den Titel I Am The Walrus. Sein deutscher Synchronsprecher ist meist Stefan Fredrich.

## Spirituelle und politische Ansichten
Carrey ist ein ausgesprochener Befürworter des „Gesetzes der Anziehung“ („Law of Attraction“). In einem Interview mit Oprah Winfrey am 17. Februar 1997 verriet er, dass er als kämpfender Schauspieler Visualisierungstechniken einsetzte, um an Rollen zu kommen. Er sagte außerdem, dass er sich vorstellte, einen Scheck über 10 Millionen Dollar für „erbrachte Schauspielleistungen“ zu erhalten, und diesen Scheck in seine Tasche steckte. Sieben Jahre später erhielt er tatsächlich einen Scheck über 10 Millionen Dollar für seine Rolle in Dumm und Dümmer. Carrey übt transzendale Meditation aus.
Carrey trat 2009 gemeinsam mit Eckhart Tolle bei einer Veranstaltung auf. Er berichtete, dass er durch das Studium von Tolles Lehren eine spirituelle Erfahrung gemacht habe: „Ich war nicht länger ein Fragment des Universums. Ich war das Universum.“ Außerdem zollte er Tolle Tribut, indem er ihn imitierte.
Seit etwa 2009 äußert sich Jim Carrey ablehnend gegenüber Impfungen, Herstellern von Impfstoffen und medizinischen Verbänden. Er rief zum Widerstand auf. Carrey führte an, dass Impfungen Autismus auslösen könnten, relativierte aber seine Aussagen nach Kritik. In der COVID-19-Pandemie verhöhnte er mit einem Social-Media-Video eine Rede Donald Trumps.

## Privatleben
Carrey war von 1987 bis 1995 mit Melissa Womer verheiratet, aus dieser Ehe stammt die 1987 geborene Tochter, Jane Carrey. Von 1996 bis 1997 war er mit der Schauspielerin Lauren Holly, seinem Co-Star aus Dumm und Dümmer, verheiratet. Während der Dreharbeiten zu Ich, beide & sie (1999) war Carrey mit seiner Filmpartnerin Renée Zellweger liiert. 2004 bekam er zusätzlich die amerikanische Staatsbürgerschaft. Von 2005 bis März 2010 lebte Carrey mit dem Model Jenny McCarthy zusammen. Anfang April 2010 trennten sie sich nach fünf Jahren.
Von 2012 bis 2015 war Carrey in einer mehrfach unterbrochenen Liebesbeziehung mit der Visagistin Cathriona White (* 14. September 1985; † 28. September 2015).
Im August 2017 veröffentlichte Carrey auf dem Videoportal Vimeo den sechsminütigen Film I Needed Color, in dem er sich als „besessenen“ Maler vorstellt: „I had become so obsessed that there was nowhere to move in my home.“ Der aufwändige Film zeigt Carrey bei der Arbeit im Atelier und viele seiner Werke. Im Off-Kommentar erklärt Carrey, was am Malen für ihn wichtig ist.

## Filmografie (Auswahl)
- 1983: The Sex and Violence Family Hour (Kurzfilm)
- 1983: Spaß am Copper Mountain (Copper Mountain)
- 1983: Applaus für Janet (Introducing… Janet, Kurzfilm)
- 1983: All in Good Taste
- 1984: Buffalo Bill (Fernsehserie, eine Folge)
- 1984: The Duck Factory (Fernsehserie, 13 Folgen)
- 1984: Der Chaos-Express (Finders Keepers)
- 1985: Einmal beißen bitte (Once Bitten)
- 1986: Peggy Sue hat geheiratet (Peggy Sue Got Married)
- 1988: Das Todesspiel (The Dead Pool)
- 1988: Zebo, der Dritte aus der Sternenmitte (Earth Girls Are Easy)
- 1989: Mike Hammer: Mädchen, Morde und Moneten (Murder Takes All, Fernsehfilm)
- 1989: Pink Cadillac
- 1990–1994: In Living Color (Fernsehserie, 125 Folgen)
- 1991: Eine Nervensäge (High Strung)
- 1992: Der Schein trügt (Doing Time on Maple Drive, Fernsehfilm)
- 1994: Ace Ventura – Ein tierischer Detektiv (Ace Ventura: Pet Detective)
- 1994: Die Maske (The Mask)
- 1994: Dumm und Dümmer (Dumb & Dumber)
- 1995: Batman Forever
- 1995: Ace Ventura – Jetzt wird’s wild (Ace Ventura: When Nature Calls)
- 1996: Cable Guy – Die Nervensäge (The Cable Guy)
- 1997: Der Dummschwätzer (Liar Liar)
- 1998: Die Truman Show (The Truman Show)
- 1998: Simon Birch
- 1999: Der Mondmann (Man on the Moon)
- 2000: Ich, beide & sie (Me, Myself & Irene)
- 2000: Der Grinch (How the Grinch Stole Christmas)
- 2001: The Majestic
- 2003: Pecan Pie (Kurzfilm)
- 2003: Bruce Allmächtig (Bruce Almighty)
- 2004: Vergiss mein nicht! (Eternal Sunshine of the Spotless Mind)
- 2004: Lemony Snicket – Rätselhafte Ereignisse (Lemony Snicket’s A Series of Unfortunate Events)
- 2005: Dick und Jane (Fun with Dick and Jane)
- 2007: Number 23 (The Number 23)
- 2008: Horton hört ein Hu! (Horton Hears a Who!, Stimme von Horton)
- 2008: Der Ja-Sager (Yes Man)
- 2009: Disneys Eine Weihnachtsgeschichte (A Christmas Carol)
- 2009: I love you Phillip Morris
- 2010: Presidential Reunion (Kurzfilm)
- 2011: Mr. Poppers Pinguine (Mr. Popper’s Penguins)
- 2012: 30 Rock (Fernsehserie, 1 Folge)
- 2013: Anchorman – Die Legende kehrt zurück (Anchorman 2: The Legend Continues)
- 2013: Hawking (Dokumentation)
- 2013: Der unglaubliche Burt Wonderstone (The Incredible Burt Wonderstone)
- 2013: Kick-Ass 2
- 2014: Dumm und Dümmehr (Dumb and Dumber To)
- 2016: The Bad Batch
- 2016: Dark Crimes
- 2017: Jim und Andy (Jim & Andy: The Great Beyond, Dokumentarfilm)
- 2018–2020: Kidding (Fernsehserie, 20 Folgen)
- 2020: Sonic the Hedgehog
- 2022: Sonic the Hedgehog 2
- 2024: Sonic the Hedgehog 3

## Auszeichnungen/Nominierungen (Auswahl)
Golden Globe Award
- 1995: Nominierung: Beste Leistung eines Schauspielers in einem Kinofilm – Musical/Komödie – für Die Maske
- 1998: Nominierung: Beste Leistung eines Schauspielers in einem Kinofilm – Musical/Komödie – für Der Dummschwätzer
- 1999: Gewinn: Beste Leistung eines Schauspielers in einem Kinofilm – Drama – für Die Truman Show
- 2000: Gewinn: Beste Leistung eines Schauspielers in einem Kinofilm – Musical/Komödie – für Der Mondmann
- 2001: Nominierung: Beste Leistung eines Schauspielers in einem Kinofilm – Musical/Komödie – für Der Grinch
- 2005: Nominierung: Beste Leistung eines Schauspielers in einem Kinofilm – Musical/Komödie – für Vergiss mein nicht!
- 2018: Nominierung: Beste Leistung eines Schauspielers in einer Fernsehserie – Komödie – für Kidding

Goldene Himbeere
- 1995: Nominierung: Schlechtester Newcomer: Ace Ventura – Ein tierischer Detektiv, Dumm und Dümmer und Die Maske
- 2008: Nominierung: Schlechtester Schauspieler: Number 23

MTV Movie Awards
- 1995: Bester Komiker: (Dumm und Dümmer) und Bester Filmkuss: (mit Lauren Holly in Dumm und Dümmer)
- 1996: Bester Schauspieler (Ace Ventura – Jetzt wird’s wild) und Bester Komiker: (Ace Ventura – Jetzt wird’s wild)
- 1997: Bester Bösewicht (Cable Guy – Die Nervensäge) und Bester Komiker (Cable Guy – Die Nervensäge)
- 1998: Bester Komiker (Der Dummschwätzer)
- 1999: Bester Schauspieler (Die Truman Show)
- 2001: Bester Bösewicht (Der Grinch)
- 2009: Bester Komiker (Der Ja-Sager)

## Bibliografie
- Jim Carrey: How Roland Rolls. Illustriert von Rob Nason. Some Kind of Garden Media, 2013, ISBN 978-0-9893680-0-1.
- Jim Carrey, Dana Vachon: Memoirs and Misinformation. Alfred A. Knopf, New York 2020, ISBN 978-0-525-65597-8.
- Jim Carrey, Dana Vachon: Memoiren und Falschinformationen. Droemer, München 2020, ISBN 978-3-426-28258-8.

## Dokumentarfilme
- Biographer DE: Die tragische Geschichte von Jim Carrey | Biographie Teil 1 auf YouTube, 30. März 2022 (Laufzeit: 39:55).
- Jim Carrey: Der Grimassen-King. Regie: Thibaut Sève und Adrien Dénouette, ARTE F, Frankreich, 52 Minuten, 2021